# Free Four
"Free Four" es una canción de Pink Floyd escrita por Roger Waters, con Waters como voz principal en el álbum Obscured by Clouds. La canción comienza con una cuenta progresiva de rock n' roll; pero en este caso Pink Floyd decidió hacer un juego de palabras y grabar , "One, Two, FREE FOUR!". La canción trata temas que vendrían a ser estándares en los álbumes de Waters, notablemente la muerte de su padre y las "maldades" de la industria discográfica. Aunque la canción es ligera en las porciones líricas, el primer solo de guitarra se lanza en un tono más pesado con un sonido bastante diferente al resto de sus solos, pero la progresión del segundo solo se asimila a la del instrumental "One of These Days", capturando el clásico sonido de guitarra de Pink Floyd. "Free Four" fue lanzado como sencillo en 1972 y logró meterse en el top 50 de la radio FM.

## Personal
- Roger Waters - Bajo, voz, y sonido de aplausos.
- David Gilmour - Guitarra
- Richard Wright - Sintetizador.
- Nick Mason - Batería y percusión.